# 博林布魯克 (伊利諾伊州)
博林布魯克（英語：Bolingbrook）是位於美國伊利諾伊州杜佩奇縣和威爾縣的一個村落。

## 地理
博林布魯克的座標為41°41′45″N 88°05′19″W / 41.69583°N 88.08861°W，而該地最高點為海拔高度205米（即673英尺）。

## 人口
根據2010年美國人口普查的數據，博林布魯克的面積為62.94平方千米，當中陸地面積為62.40平方千米，而水域面積為0.54平方千米。當地共有人口73366人，而人口密度為每平方千米1,165人。